# العلاقات الإسرائيلية السورية
العلاقات الإسرائيلية السورية تشير إلى العلاقات الدبلوماسية والاقتصادية بين إسرائيل وسوريا. البلدين في حالة حرب منذ إنشاء دولة إسرائيل. تقاتل البلدين في ثلاث حروب، وهي الحرب العربية الإسرائيلية عام 1948، حرب الأيام الستة عام 1967، وحرب تشرين عام 1973، فيما تورطا لاحقاً في الحرب الأهلية اللبنانية وحرب لبنان 1982. وفي أحيان أخرى تم عقد اتفاقات تهدئة. بذلت من وقت لآخر جهود لتحقيق السلام بين البلدين، دون نجاح.
لم تعترف سوريا قط بدولة إسرائيل ولا تقبل بدخول أشخاص يحملون جوازات سفر إسرائيلية إلى سوريا. كما تنظر إسرائيل إلى سوريا كدولة عدو وتحظر عموماً على مواطنيها الذهاب إلى هناك. لم يسبق أن كان هناك علاقات دبلوماسية بين البلدين منذ إنشاء كلا البلدين في منتصف القرن العشرين.
لم يكن هناك تقريباً أي علاقات اقتصادية أو ثقافية بين البلدين، وحركة الناس عبر الحدود محدودة. وما زالت سوريا مشاركاً نشطاً في المقاطعة العربية لإسرائيل. وتسمح كلا البلدين بتجارة محدودة من التفاح لقرى الجولان الدرزية، الواقعة على جانبي خط وقف إطلاق النار. وقد أصبحت حالة السلم على خط وقف إطلاق النار متوترة خلال الحرب الأهلية السورية، التي بدأت في عام 2011، ولا تزال جارية، لكن إسرائيل نجحت في عدم الانجرار إلى ذلك الصراع.
وعقب سقوط نظام بشار الأسد في ديسمبر 2024 وتولي أحمد الشرع رئاسة الحكومة الانتقالية شهدت العلاقات بين الدولتين تحولًا ملحوظًا. ففي مايو 2025، أعلن الرئيس الأمريكي دونالد ترامب خلال منتدى الاستثمار السعودي الأمريكي في الرياض عن رفع العقوبات الأمريكية عن سوريا، ودعا الرئيس الشرع للانضمام إلى اتفاقيات أبراهيم وتطبيع العلاقات مع إسرائيل. أفادت تقارير إعلامية بأن الشرع أبدى انفتاحًا مبدئيًا على هذه الخطوة، مع تأكيده على ضرورة استعادة الجولان وضمانات أمنية متبادلة كشرط أساسي لأي اتفاق سلام.
في هذا السياق، جرت محادثات سرية بين مسؤولين سوريين وإسرائيليين في أذربيجان، بوساطة إماراتية، تناولت قضايا أمنية وحدودية، بما في ذلك مستقبل الجولان والوجود الإيراني في سوريا. أكد وزير الخارجية الأمريكي ماركو روبيو أن القيادة السورية الجديدة منفتحة على التطبيع مع إسرائيل، معتبرًا ذلك أولوية للولايات المتحدة. ومن جهتها أعلنت إسرائيل رغبتها في تحسين العلاقات مع السلطات السورية الجديدة.
وفي خطوة رمزية تعكس هذا الانفتاح، وافقت القيادة السورية في مايو 2025 على تسليم متعلقات الجاسوس الإسرائيلي إيلي كوهين إلى إسرائيل، في محاولة لخفض التوتر مع إسرائيل، وإظهار بادرة حسن نية تجاه الإدارة الأمريكية.
وفي الشهر نفسه أعلن كذلك الرئيس السوري، أحمد الشرع، أن «عصر القصف المتبادل بين سوريا وإسرائيل يجب أن ينتهي»، مضيفاً أن «لدى سوريا وإسرائيل أعداء مشتركين، ويمكننا أن نلعب دوراً رئيسياً في الأمن الإقليمي». وأشار الشرع إلى رغبته في العودة إلى اتفاق فكّ الاشتباك الموقع عام 1974، «ليس فقط لوقف إطلاق النار، بل كضمان أساسي لضبط النفس المتبادل بين سوريا وإسرائيل وحماية المدنيين». ورفض الشرع الحديث عن «التطبيع الفوري مع إسرائيل»، مؤكداً انفتاحه على «محادثات مستقبلية تقوم على مبادئ القانون الدولي، واحترام سيادة سوريا»، ومضيفاً: «يجب أن يُكتسب السلام بالاحترام المتبادل، لا بالخوف». كما أعرب عن رغبته في «الحوار المباشر مع الرئيس الأميركي دونالد ترامب»، مشدداً على أن «سوريا تحتاج إلى وسيط نزيه» لتحقيق الاستقرار في المنطقة.
وفي يونيو 2025 أعلن وزير الخارجية الإسرائيلي، جدعون ساعر، أن إسرائيل تسعى إلى إقامة علاقات دبلوماسية رسمية مع كل من سوريا ولبنان، في ظل اتصالات مباشرة تُجريها مع القيادة السورية الجديدة.

## التاريخ

### 1948–1975
منذ اتفاقات الهدنة عام 1949، اتسمت العلاقات بين إسرائيل وسوريا بفترات من العداء؛ محادثات وقف إطلاق النار، في بعض الأحيان من خلال وسطاء؛ واتفاقات فك الاشتباك، مثل اتفاق فك الاشتباك السوري–الإسرائيلي عام 1974.
قبل حرب الأيام الستة 1965، تركز القتال المتقطع على مناطق منزوعة السلاح، وقضايا المياه والقصف والتسلل من مرتفعات الجولان. منذ الحرب، تمحورت المفاوضات حول مبدأ الأرض مقابل السلام، وبخاصة المطالبة بإعادة إسرائيل مرتفعات الجولان إلى سوريا إلى جانب الاعتراف السوري بإسرائيل وإقامة علاقات سلمية معها، كما هو منصوص عليه في قرار مجلس الأمن التابع للأمم المتحدة رقم 242. ومع ذلك، في المحادثات السورية الإسرائيلية التي توسطت فيها الولايات المتحدة خلال التسعينات، طالبت سوريا بأن يكون الانسحاب الإسرائيلي في المستقبل إلى «خطوط 4 يونيو 1967»، أي غرب حدود الانتداب البريطاني السابق مع سوريا. حاولت سوريا استرداد مرتفعات الجولان في حرب تشرين، ولكنها لم تنجح، حيث لم تسترد سوى جزء صغير منها في اتفاق فض الاشتباك عام 1974، بينما التزمت في إبعاد قواتها المسلحة شرقاً مقارنة مع مواقعها من 1967–1973.

### خلال الحرب الأهلية اللبنانية
في عام 1982، غزت إسرائيل لبنان لطرد منظمة التحرير الفلسطينية. أرسلت سوريا قوات برية سورية بتعداد 40,000 جندي مدعومة بغطاء جوي من القوات الجوية السورية لمساعدة اللبنانيين، وإستاطعت طرد القوات البرية الإسرائيلية خارج حدود لبنان وبذلك حكمت سوريا لبنان عسكريا من ذلك الحين حتى خروج الجيش العربي السوري من لبنان بعد اغتيال رئيس الوزراءاللبناني السابق رفيق الحريري 2005. استمرت سوريا البعثية بدعم المقاومة اللبنانية، مما أدى إلى انسحاب إسرائيل في عام 2000.

### جهود السلام خلال عقد 1990
عقدت الجولة الأولى من المحادثات العامة رفيعة المستوى التي كانت تهدف إلى تسوية دائمة للصراع بين إسرائيل وسوريا أثناء وبعد مؤتمر مدريد 1991 المتعدد الأطراف. طوال عقد التسعينات تفاوضت حكومات إسرائيلية عدة مع الرئيس السوري حافظ الأسد. تم أحراز تقدم ملحوظ، إلا أنه باء بالفشل.

### خلال ربيع دمشق: 2000–2005
تضمنت النقاط الكبرى من العداء في عقد 2000 ضربة عين الصاحب الجوية (مهمة لسلاح الجو الإسرائيلي ضد المسلحين الفلسطينيين داخل الأراضي السورية) في عام 2003 وعملية البستان (مهمة لسلاح الجو ووحدة الكوماندوز الإسرائيليتين ضد ما يزعم أنه برنامج سوريا النووي) في عام 2007.

### التحالف السوري مع إيران: 2006–2024
خلال حرب لبنان 2006، هددت سوريا بدخول الحرب إلى جانب حزب الله، وقدمت الدعم لحزب الله، وسمحت لإيران بشحن الإمدادات إلى حزب الله عبر أراضيها. نظمت تركيا في وقت لاحق، محادثات سلام بين البلدين، ولكن سوريا انسحبت في وقت لاحقاً رداً على حرب غزة 2008–2009.
في هجوم عملية البستان الذي وقع في سبتمبر 2007، دمرت القوات الجوية الإسرائيلية منشأة زعمت إسرائيل أنها موقع نووي في منطقة دير الزور.
في عام 2010، اتهم الرئيس السوري بشار الأسد إسرائيل بتقويض عملية السلام، وحذر وزير الخارجية السوري وليد المعلم أنه في حالة نشوب حرب في مستقبل، فإن الصواريخ السورية سوف تستهدف المدن الإسرائيلية. ورد وزير الخارجية الإسرائيلي أفيغدور ليبرمان قائلاً أن الجيش السوري سوف يهزم في حرب مع إسرائيل، وسيتم إجبار الأسد وأسرته على ترك السلطة. كما نصح ليبرمان سوريا بالتنازل عن مرتفعات الجولان. شارك رئيس الوزراء الإسرائيلي بنيامين نتانياهو لعدة أشهر في عام 2010 في مناقشات سرية، بوساطة أمريكية مع سوريا.

### خلال الحرب الأهلية السورية
وقت عدة حوادث على خط وقف إطلاق النار الإسرائيلي السوري خلال الحرب الأهلية السورية، مما وتر حالة السلام بين البلدان. تعتبر الحوادث امتداداً لاشتباكات محافظة القنيطرة منذ عام 2012 ولاحقاً الحوادث بين الجيش السوري والمتمردين، التي تجري على الجانب الذي يسيطر عليه السوريون في الجولان والمنطقة المحايدة في الجولان وتورط حزب الله في الحرب الأهلية السورية. من خلال هذه الحوادث، التي بدأت في أواخر عام 2012، واعتباراً من منتصف عام 2014، قتل مدني إسرائيلي وأصيب 4 جنود على الأقل بجروح؛ في الجانب الذي تسيطر عليه سوريا، من المقدر أن مالا يقل عن عشرة جنود قد قتلوا، فضلاً عن اثنين من المسلحين مجهولي الهوية، الذين حاولوا التسلل إلى الجانب المحتل الإسرائيلي من مرتفعات الجولان.
في 19 ديسمبر 2015، قتل ثمانية أشخاص، بمن فيهم سمير القنطار وغيره من القادة الميدانيين في حزب الله، بسبب انفجار دمر مبنى سكني من ستة طوابق في جرمانا على مشارف دمشق. ذكر حزب الله والوكالة العربية السورية للأنباء التي تديرها الحكومة أن المبنى دمر بصاروخ جو-أرض أطلقته القوات الجوية الإسرائيلية. وأفادت مصادر تابعة للمعارضة السورية أن الطائرات الإسرائيلية هاجمت سبعة مواقع تابعة لحزب الله في منطقة جبال القلمون في 26 ديسمبر 2015، وهي تقارير نفاها حزب الله.
في 10 ديسمبر 2024، أعلن وزير الدفاع الإسرائيلي، يسرائيل كاتس، أن القوات الإسرائيلية دمرت الأسطول الحربي السوري في هجمات استهدفت السفن الحربية السورية، والتي نُفذت مساء يوم الاثنين واستمرت حتى فجر يوم الثلاثاء. وأشار كاتس إلى أن هذه الهجمات هي جزء من حملة عسكرية تهدف إلى "القضاء على التهديدات الاستراتيجية" لإسرائيل، موضحاً أنه تم إصدار أوامر للجيش الإسرائيلي بإنشاء "منطقة عسكرية عازلة" في جنوب سوريا. كما أفادت شركة "أمبري" البريطانية للأمن البحري بأن الهجمات استهدفت ما لا يقل عن ست سفن تابعة للبحرية السورية في ميناء اللاذقية، وأن الصور التي تم تحليلها أظهرت غرق خمس سفن بالكامل، بينما كانت سفينة واحدة مائلة للخلف. تأتي هذه الهجمات في سياق تصعيد عسكري في المنطقة، حيث تسعى إسرائيل إلى تعزيز هيمنتها الأمنية ومواجهة التهديدات التي تعتبرها تهديداً لاستقرارها القومي.

### 2024-حتى الآن
عقب سقوط نظام بشار الأسد في ديسمبر 2024، وتولي أحمد الشرع رئاسة الحكومة الانتقالية، شهدت العلاقات السورية الإسرائيلية تغيرًا جذريًا، بعد عقود من القطيعة والعداء. ففي مايو 2025، أعلن الرئيس الأمريكي دونالد ترامب خلال منتدى الاستثمار السعودي الأمريكي عن رفع العقوبات عن سوريا، ودعا القيادة السورية الجديدة إلى الانضمام لاتفاقيات إبراهيم وتطبيع العلاقات مع إسرائيل. وقد أبدى الرئيس الشرع انفتاحًا مبدئيًا على هذه المبادرة، مشترطًا استعادة الجولان وتوفير ضمانات أمنية متبادلة.
وفي هذا الإطار، جرت محادثات سرية بين وفود سورية وإسرائيلية في أذربيجان بوساطة إماراتية، تناولت قضايا أمنية وحدودية، لا سيما مستقبل الجولان والدور الإيراني في سوريا. كما صرّح وزير الخارجية الأمريكي ماركو روبيو أن واشنطن ترى في انفتاح سوريا على التطبيع مع إسرائيل أولوية استراتيجية. ومن جهتها أعلنت إسرائيل رغبتها في تحسين العلاقات مع السلطات السورية الجديدة.
وفي خطوة رمزية اعتُبرت مؤشرًا على حسن النية، وافقت القيادة السورية في مايو 2025 على تسليم أرشيف ومقتنيات الجاسوس الإسرائيلي الراحل إيلي كوهين إلى إسرائيل، في محاولة لخفض التوترات وفتح صفحة جديدة في العلاقات بين البلدين.
وفي الشهر ذاته، أعلن أحمد الشرع، أن «عصر القصف المتبادل بين سوريا وإسرائيل يجب أن ينتهي»، مضيفاً أن «لدى سوريا وإسرائيل أعداء مشتركين، ويمكننا أن نلعب دوراً رئيسياً في الأمن الإقليمي». وفي مقال نُشر في «المجلة اليهودية» نقلاً عن رجل الأعمال الأميركي جوناثان باس، أشار الشرع إلى رغبته في العودة إلى اتفاق فكّ الاشتباك الموقع عام 1974، «ليس فقط لوقف إطلاق النار، بل كضمان أساسي لضبط النفس المتبادل بين سوريا وإسرائيل وحماية المدنيين، خاصة المجتمعات الدرزية في مرتفعات الجولان جنوبي سوريا». ورفض الشرع الحديث عن «التطبيع الفوري مع إسرائيل»، مؤكداً انفتاحه على «محادثات مستقبلية تقوم على مبادئ القانون الدولي، واحترام سيادة سوريا»، ومضيفاً: «يجب أن يُكتسب السلام بالاحترام المتبادل، لا بالخوف». كما أعرب عن رغبته في «الحوار المباشر مع الرئيس الأميركي دونالد ترامب»، مشدداً على أن «سوريا تحتاج إلى وسيط نزيه» لتحقيق الاستقرار في المنطقة.

## الجولان
تبقى قضية منطقة الجولان أقصى جنوب سوريا هي أهم محاور الخلاف السوري الإسرائيلي، حيث قامت إسرائيل بعد حرب الأيام الستة باحتلال الجولان وإقامة مستوطنات عليه فيما بعد.
أعقب ذلك محاولة سورية لاستعادته خلال حرب تشرين/أكتوبر 1973 , كما كان الخلاف الرئيس المعرقل لكل المفاوضات والاتفاقات التالية، حيث تصر سوريا دائما على انسحاب إسرائيل من هضبة الجولان قبل أي نوع من التفاوض أو مباحثات السلام .
في 2019 أعلن الرئيس الأمريكي دونالد ترامب اعترافه بضم إسرائيل لمستوطنات الجولان واستنكرت سوريا وعدد من الدول العربية هذا الحدث 

## العلاقات الاقتصادية

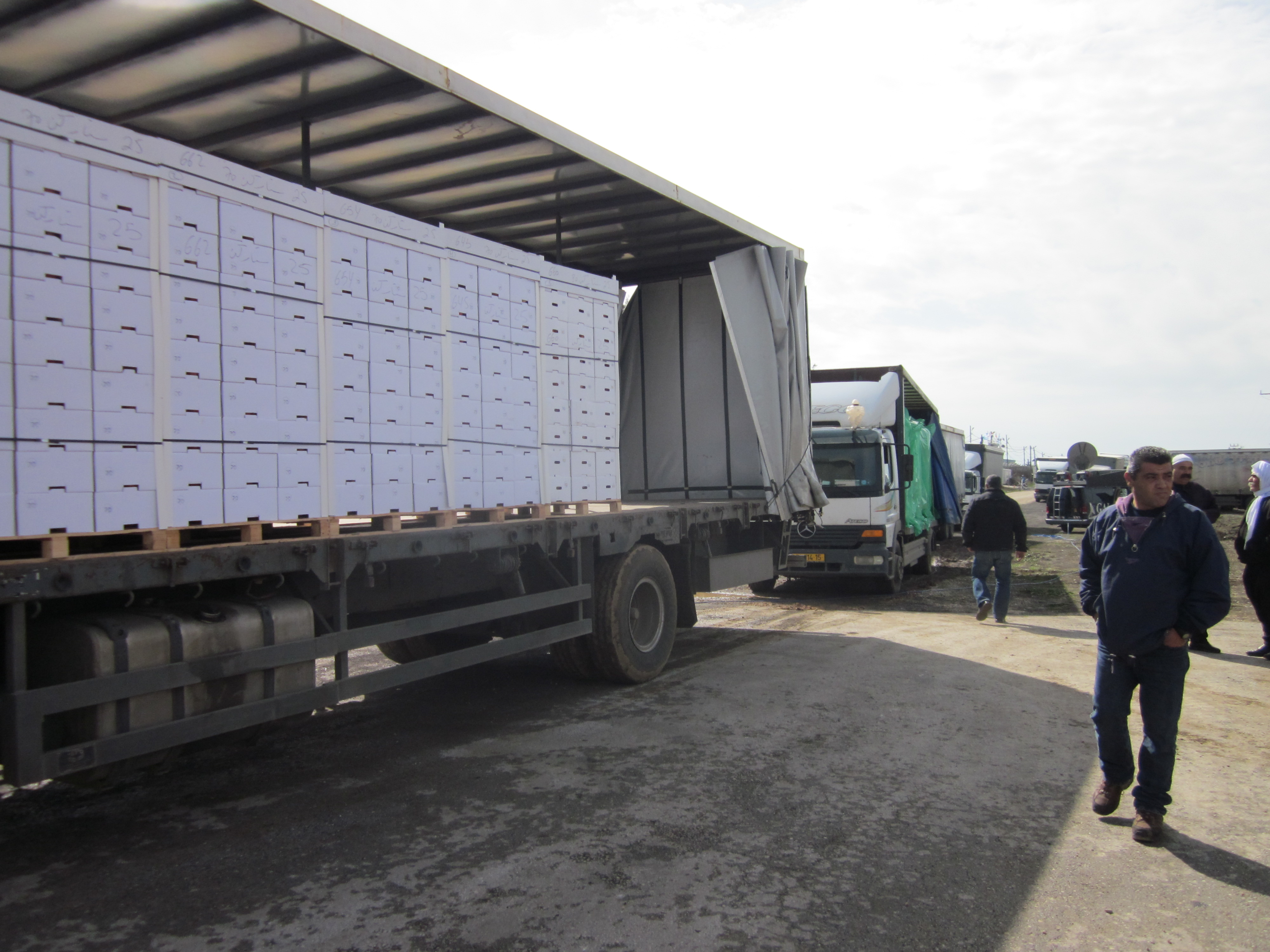
صادرات التفاح إلى سوريا عند معبر القنيطرة، فبراير 2011

صدرت إسرائيل منذ عام 2004 التفاح إلى سوريا عبر معبر القنيطرة. في عام 2010، تم إرسال حوالي 10 آلاف طن من التفاح الذي يزرعه المزارعون الدروز في مرتفعات الجولان إلى سوريا. ودعا الوزير الإسرائيلي أيوب قرا للتوصل إلى اتفاق مع سوريا على إمدادات المياه للمدن في مرتفعات الجولان. وتوفر سوريا اليوم، عشرة في المائة من المياه في بلدة مجدل شمس الدرزية، من نبع عين التفاح. وقد تم التوصل إلى هذا الاتفاق منذ 25 عاماً.

## التبادل السياحي والثقافي
في عام 2010، أذنت الحكومة الإسرائيلية بحج مجموعة من 300 مواطن درزي إسرائيلي مهتمين بزيارة مواقع دينية في سوريا.

## روابط خارجية
- Agricultural trade potential following peace in the Middle East: The case of Syria and Israel
- Is Israel Facing War with Hizbullah and Syria?